# Verzorgingsplaats Bosberg
Verzorgingsplaats Bosberg is een voormalige verzorgingsplaats langs de A27 Breda-Almere tussen afrit 32 (Bilthoven, N234) en afrit 33 (Hilversum) net ten noorden van het dorp Hollandsche Rading.
De verzorgingsplaats heeft zijn naam te danken aan een plek in de Utrechtse Heuvelrug.
Het langeafstandsverkeer maakte zeer veelvuldig gebruik van deze parkeerplaats.
Eind 2004 is deze verzorgingsplaats gesloten. Het wegverkeer kan sindsdien gebruikmaken van de noordelijker gelegen verzorgingsplaats Eemakker, die in 2004 opende.
Na de vernieuwing van de A27 bij Hilversum in 2018 zijn de laatste restanten van de op- en afritten van de voormalige verzorgingsplaats verdwenen.
A1: De Haar · Elsenerveld · Friezenberg · Jool-Hul  
A2: Proostwetering · De Rooijen · Zwartehof · Heezerhut · Aalsterhut  
A4: Leiburg · Oostvliet  
A6: De Monnik  
A9: Amstelveen · Hammerstein  
A12: Mollebos · De Heul · De Roode Haan  
A15: Zeekade · Kraaienbos · De Laar · Topsweerd · Groenendijk  
A16: Krabbenbosschen · Mastbos  
A17: Kapelberg  
A20: Aalkeet  
A27: Bosberg  
A28: Holkerveen · Nunspeet-Noord · Nunspeet-Zuid  
A50: Meilanden · Kabeljauw  
A58: Krabbenbosschen · Mastbos · Sloedam  
A59: Tollenaer · 't Vaerland  
A67: De Gender · De Blauwe Klei  
A79: Keelbos · Ravensbos  
A326: Rolenhof